# Невада-тян
Невада-тян (Nevada-tan) — ім'я, яке зазвичай використовують для означення 11-річної японської школярки, яка вбила свою однокласницю Сатомі Мітараї (Satomi Mitarai). Вбивство сталося 1 червня 2004 року в початковій школі міста Сасебо (Наґасакі),, коли зловмисниця перерізала своїй жертві горло та руки за допомогою висувного ножа для паперу. Подія отримала назву «різня в Сасебо», а вбивця, справжнє ім'я якої не розкривається, стала незабаром об'єктом вебарту (малюнки, колаж і т. д.).

## Вбивство
Вбивство сталося в порожньому класі, коли в школі Окубо (Okubo) був час обіду. «Дівчинка А» кинула тіло убитої на місці злочину і, замурзана кров'ю, повернулася до свого класу. Відсутність обох дівчаток на той час уже була помічена. Вчителька знайшла тіло Сатомі Мітараї і викликала поліцію.
Після затримання «Дівчинка А» зізналася у скоєнні вбивства і повторювала поліцейським: «Я зробила погане», «Пробачте мене, вибачте». Приводу для злочину вона спочатку не пояснювала. Проте незабаром «Дівчинка А» повідомила, що підставою для її з Мітараї сварки стало спілкування в Мережі.
15 вересня 2004 «Дівчинка А» була засуджена і відправлена до виправної колонії в префектурі Тотіґі (Tochigi).

## Психологічний портрет «Дівчинки А»
Зачепившись за інформацію про те, що Сатомі Мітараї залишала на сайті «Дівчинки А» негативні коментарі, слідство стало з'ясовувати ймовірно психологічне підґрунтя скоєного вбивства. Поліцейський психолог заявив, що «Дівчинка А» не була душевнохворою, проте була учасницею кількох жорстоких інцидентів: бійки з однокласницями, а за місяць до злочину — випадок з ножем, характер якого не пояснюється (це дає підстави сумніватися у правдивості інформації). При обстеженні персонального комп'ютера «Невади-тян» було виявлено численні відеофайли та зображення жорстокості та насильства, а також аніме та манґа в стилі «ґуро».

## Наслідки
Вбивство породило в японському суспільстві гострі дебати про нижчу вікову планку кримінальної відповідальності (у 2000 році вона вже була знижена з 16 до 14 років). Також обговорювалося питання про присутність дітей в Мережі, інтернет-залежність та синдром хікікоморі в середовищі японських підлітків та молоді.

## Мережева популярність «Дівчинки А»
З не зовсім зрозумілих причин японські мережеві спільноти зосередилися на цій історії та «віддали перевагу» дівчинці. Її сайт отримав шалену популярність. Копії її арт-робіт стали поширюватися в мережі, на їх основі створювалися нові. Були пісні шанувальників, наприклад: «Маленький НеВаДа». Трикотажний светр із написом «Nevada» став найбільш продаваним товаром інтернет-магазину університету Невади (влітку 2005 року був тимчасово вилучений з каталогу). Дизайнери, художники, фотографи доповнювали образ «Дівчинки А» різними елементами.
Неваду-тян зазвичай зображують як дівчинку з рудим коротким волоссям, одягнену у відповідний светр, з божевільною смертоносною посмішкою. Її рідко уявляють без ножа для паперу або якоїсь подібної речі.
Поступово її образ потрапив на англомовні вебресурси, значно поширивши тим самим популярність Невади-тян.

## Інші впливи на масову культуру
Австралійський гурт Love Outside Andromeda, написав пісню «ніж для паперу, дитинко» (Boxcutter, Baby), присвячену сасебському інциденту. В Німеччині є реп-рок-гурт з назвою Nevada-Tan.